# Euphaedra saritina
Euphaedra saritina är en fjärilsart som beskrevs av Schultze 1920. Euphaedra saritina ingår i släktet Euphaedra och familjen praktfjärilar. Inga underarter finns listade i Catalogue of Life.